# Дворац Сен Жермен ан Ле
Дворац Сен Жермен ан Ле је краљевски дворац у граду Сен Жермен ан Ле, 19 км западно од Париза. Од 1862. године је постао Национални музеј археологије (Musée d'Archéologie Nationale).

## Историја
Први замак, назван Велики замак (Grand Châtelet), је изградио Луј VI око 1122. године. Краљ Луј IX је проширио дворац 1230-их и саградио капелу 1238. године. То је била модерна зграда за то време јер користила се метална конструкција, која је садржала непроцењиве хришћанске реликвије, укључујући трнову круну Исуса Христа, коју је 1239. године донео Балдуин II Куртене. Замак је 1346. године спалио Црни Принц, а једино је капела у готичком стилу остала неоштећена. Шарл V Мудри је 1360-их година обновио старе темеље.
Луј XIV је рођен у овом замку 1638. године. Један од потпорних зидова се 1660. године срушио, те је идуће године почео реновирање дворца и вртова. и у периоду од 1661. до 1681. ово му је била главна резиденција. Баште је дизајнирао истакнути француски пејзажни архитекта Андре ле Нотр у периоду од 1669. до 1673. и садрже 2,4 километара камене тераса са којих се пружа поглед на долину реке Сене и, у даљини, Париза. 
Луј XIV је дозволио краљу Џејмсу II да борави у овом дворцу пуних тринаест година док је био у изгнанству за време Славне револуције 1688. године.
Године 1867. је то постао музеј, Musée des Antiquités Nationales. Такође, у XIX веку је у дворцу Сен Жермен ан Ле, Наполеон Бонапарта успоставио обуку коњичких официра.
Дана 10. септембра 1919. године је потписан Споразум у Сен Жермену, као један од мировних уговора којима је завршен Први светски рат.
За време немачке окупације (1940–44), замак је служио као седиште немачке војске у Француској.
Године 2005. зграда је преименована у Музеј националне археологије Musée d'Archéologie Nationale. Садржи експонате од периода палеолита, све до династије Меровинга.

## Галерија
- Поглед са северозапада
- Југозападни поглед
- Источни изглед
- Северни изглед
- Североисточни изглед из парка
- Капела дворца